# NGC 1079
NGC 1079 este o intermediate spiral galaxy⁠(d) situată în constelația Cuptorul. A fost descoperită în 14 noiembrie 1835 de către John Herschel. Se află la o distanță de 24,32 de megaparseci de Pământ.